# فرد ديفيز (لاعب كرة قدم أسترالية)
فرد ديفيز (بالإنجليزية: Fred Davies)‏ هو لاعب كرة قدم أسترالية أسترالي، ولد في 9 يناير 1906، وتوفي في 16 يونيو 1978.

## وصلات خارجية
- فرد ديفيز على موقع AustralianFootball.com (الإنجليزية)
- فرد ديفيز على موقع AFLtables.com (الإنجليزية)